# Low Taggleshaw
Der Low Taggleshaw ist ein See im Lake District, Cumbria, England.
Der See bildet zusammen mit dem Middle Taggleshaw und dem High Taggleshaw eine Gruppe von Seen östlich des Gurnal Dubs am Potter Fell.
Der See hat keinen erkennbaren Zufluss und keinen erkennbaren Abfluss; er ist fast vollkommen verlandet.